# Dies Janse
Dies Janse, né le 17 janvier 2006 à Goes aux Pays-Bas, est un footballeur néerlandais qui évolue au poste de défenseur central au FC Groningue, en prêt de l'Ajax Amsterdam.

## Biographie

### En club
Né à Goes aux Pays-Bas, Dies Janse est formé par le Sparta Rotterdam avant de rejoindre l'Ajax Amsterdam en 2020.
Janse fait ses débuts en professionnel avec le Jong Ajax, l'équipe réserve du club, jouant son premier match le 23 janvier 2023 contre le SC Cambuur. Il entre en jeu et les deux équipes se neutralisent ce jour-là,.
Il joue son premier match avec l'équipe première de l'Ajax le 11 août 2024, à l'occasion de la première journée de la saison 2024-2025 d'Eredivisie face au SC Heerenveen. Il est directement titularisé et son équipe s'impose par un but à zéro.

### En équipe nationale
Il est sélectionné avec l'équipe des Pays-Bas des moins de 19 ans pour participer au championnat d'Europe en 2025. Les Pays-Bas se qualifient ensuite pour la finale du tournoi en battant la Roumanie par trois buts à un le 23 juin 2025. Il est titulaire lors de cette rencontre,.

## Palmarès
Pays-Bas -19 ans
- Championnat d'Europe des moins de 19 ans
  - Vainqueur en 2025